# August Hooff

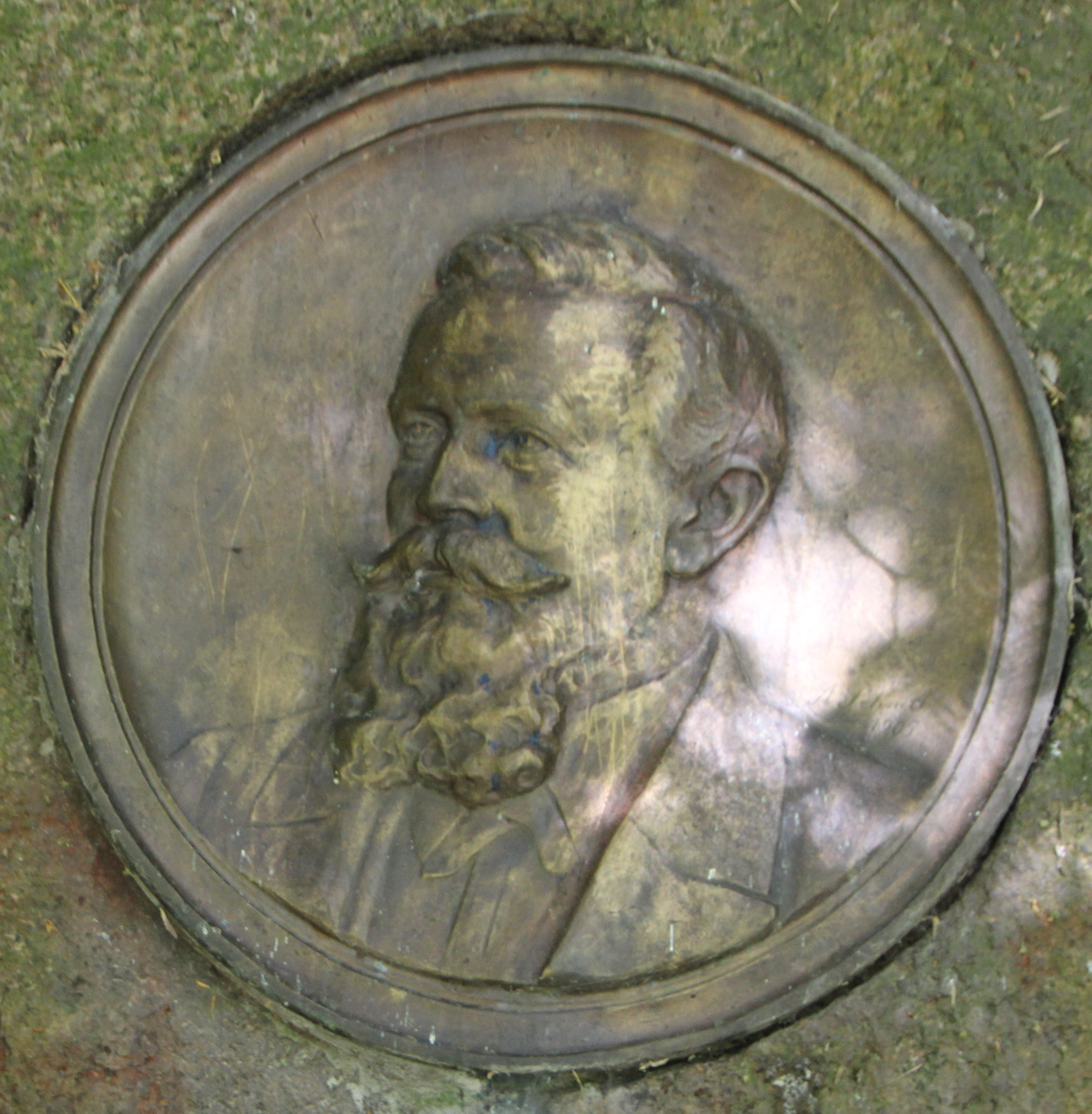
August Hooff

August Hooff (* 26. Oktober 1839 in Detmold; † 11. Februar 1904 in Köthen) war ein deutscher Gartenarchitekt und Pomologe.

## Leben
Hooff besuchte das Detmolder Leopoldinum und begann nach dem Abschluss eine Gärtnerlehre im dortigen Palaisgarten.
Nach Bildungsreisen durch Österreich-Ungarn, Holland, Belgien, Italien und Frankreich wurde er 1863 Garteninspektor von Schloss Harbke.
1875 bewarb er sich an den Herzoglichen Baumschulen in Köthen und wurde am 23. März 1875 als Plantageninspektor eingestellt. Noch im gleichen Jahr wurde er zum Herzoglichen Gartenbaudirektor ernannt. Er unterrichtete am Fürstlichen Landesseminar Gartenbaukunde, Gemüseanbau, Obstbaumzucht und erhielt die Aufsicht über die Fasanerie und den Obstanbau auf den herzoglichen Obstplantagen.
Im Rahmen seiner Tätigkeit entwarf er unter anderem die Anlagen im Umfeld der Fasanerie mit Buschteich, den Bachplatz, die Siebenbrünnenpromenade, die Bärteichpromenade, die Anlagen um das Polytechnikum und den neuen Gemeindefriedhof.

## Ehrungen
- 1888: Anhaltinische Goldene Verdienstmedaille
- 1895: Ritterwürde II. Klasse
- 1905: Denkmal zu Ehren August Hooffs am Buschteich in Köthen; errichtet vom Gemeinnützigen Verein Cöthen.

## Gärten (unvollständig)
- 1874: Englischer Landschaftsgarten nach Hermann von Pückler-Muskau für den Rittergutsbesitzer Hubert Freiherr von dem Bussche-Lohe in Cösitz
- 1886: Garten in der Schlossgartenstraße 10 in Bernburg
- 1894 bis 1896: Mausoleumspark am Mausoleum (Dessau)